# آرتمیس (ماهواره)
آرتمیس (انگلیسی: Artemis) ماهواره‌ای مخابراتی و ارتباطی با مدار زمین‌ایستا بود که توسط Alenia Spazio برای آژانس فضایی اروپا ساخته شد. ماهواره آرتمیس در موقعیت 21.5E تا سال ۲۰۱۶ مشغول به‌کار بود که در آن زمان برای پوشش باند ال وزارت دفاع اندونزی به موقعیت 123E منتقل شد.